# Ardisia violacea
Ardisia violacea är en viveväxtart som först beskrevs av T. Suzuki, och fick sitt nu gällande namn av W.Z. Fang och K. Yao. Ardisia violacea ingår i släktet Ardisia och familjen viveväxter. Inga underarter finns listade i Catalogue of Life.